# Severino Varela
Severino Varela (14. september 1913 – 29. juli 1995) var en uruguayansk fodboldspiller (angriber). Han spillede på klubplan primært for Peñarol i hjemlandet, med kortere ophold hos River Plate Montevideo og argentinske Boca Juniors. Han vandt fire uruguayanske mesterskaber med Peñarol og to argentinske mesterskaber med Boca.
Varela spillede desuden 24 kampe og scorede hele 19 mål for det uruguayanske landshold. Han var en del af holdet der vandt guld ved det sydamerikanske mesterskab i 1942.

## Titler
Primera División Uruguaya
- 1935, 1936, 1937 og 1938 med Peñarol

Primera División de Argentina
- 1943 og 1944 med Boca Juniors

Sydamerika-Mesterskabet (Copa América)
- 1942 med Uruguay